# Pedro Hernández Cabrón
Pedro Hernández Cabrón, también conocido como Pedro Cabrón (Cádiz-Cádiz, c. 1496), de ascendencia genovesa, fue un marino castellano que participó en la conquista de las islas Canarias junto a Pedro de Vera y Alonso de Quintanilla.
A día de hoy se recuerda su desembarco en la playa del Cabrón en Agüimes (Gran Canaria).
También actuó al servicio de la corona de Aragón en el sitio de Nápoles por los turcos, lo que le valió el perdón por sus actos de piratería contra las costas aragonesas. Como corsario al servicio de Rodrigo Ponce de León, marqués de Cádiz, actuó contra la Corona portuguesa. En la ciudad de Cádiz sustentó la regiduría, formando parte del cabildo municipal hasta su fallecimiento.

## Biografía
Hijo de Juan Cabrón, el historiador Antón Solé dice que es «genovés de raza y, a lo que parece, portuense de origen inmediato». Aparece citado por primera vez en la guerras de bandería que afectaron las casas nobiliarias andaluzas de los Medina Sidonia y los Ponce de León, en 1473. Actúa como capitán al servicio de los de Arcos. Según las fuentes, el 13 de marzo de dicho año, junto a los capitanes Juan Sánchez de Cádiz y Juan Suazo, atacará Sanlúcar de Barrameda, donde está anclada una flota al servicio del príncipe Fernando dispuesta a recuperar Cádiz para la Corona castellana —en esos momentos, el poder de la ciudad recae en los Ponce de León—. La flota del marqués se adelantó, aprovechando la negativa dada por Juan II para atacar Cádiz, encontrándose ambas en Sanlúcar. Tras la victoria, los barcos de Ponce de León continuaron su avance por el Guadalquivir, fondeando en el río. Error que facilitó que las tropas del de Medina se reagruparan y cortaran su regreso.

### La llegada a Canarias
Su labor como corsario al servicio de las casas andaluzas, llamó la atención de los Reyes Católicos. Los monarcas, en 1478, deciden ofrecerle el perdón por sus actos de piratería y corso a cambio de contar con su apoyo en nuevas empresas. Sus primeras actividades al servicio de la corona le llevan a las islas Canarias. Si bien algunos historiadores como José de Viera y Clavijo, sitúan su llegada en 1473; otros como Fco. Javier Fornell alegan que la llegada fue posterior a 1478.
En 1479 lo encontramos al frente de una armada que, bajo el mando del obispo Juan de Frías, parte hacia Las Palmas. El rey Fernando de Aragón, en nombre de su esposa Isabel, habría depositado su confianza en Alonso de Palencia y Diego de Merlo, corregidor de Sevilla, para buscar un nuevo responsable para la conquista de las Canarias —tras los conflictos entre Peraza y Rejón—, si bien el propio Palencia se mostraba incómodo con la elección, pues Diego «creyó oportuno confiar el mando supremo de todo a cierto hombre imbécil y nada religioso, fray Juan de Frías, obispo del Rubicón» que, con siete meses de retraso respecto a la fecha prevista, parte en 1479, hacia las Islas al frente de un ejército de 400 soldados, entre los que se encontraba el propio Juan Rejón, y dirigido por un «hombre valiente y muy perito en la navegación», el gaditano Pedro Fernández Cabrón, citado por Alonso de Palencia ya como Pedro Caper.
Cambiaso y Verde da más información sobre la expedición y confirma que Pedro Caper es Cabrón. Así, sabemos que el 12 de agosto de 1479 Pedro desembarca en el puerto de La Isleta llevando consigo al Obispo Juan de Frías, en una expedición que, según Gregorio Chil y Naranjo, estaría compuesta de cuatro navíos al mando del almirante Pedro Herández Cabrón. Juntos se dirigirán hacia Tirajana, donde los conquistadores sufrirán una terrible derrota en San Bartolomé, el 24 de agosto del mismo año. En esa empresa, y según Cambiaso, Pedro Cabrón sufriría una pedrada que le haría perder varios dientes y regresar a Cádiz para su recuperación, ciudad en la que aparece citado ya como Capitán de la Mar, cargo similar al almirantazgo en la marina castellana.

### Capitán al servicio de la Corona castellana
En 1480 recibe el encargo de defender la ciudad de Nápoles del ataque turco que estaba afectando al rey Fernando I. Aunque nominalmente la flota de 25 galeras estaba al mando del almirante Francisco Enríquez, la inexperiencia de este y el prestigio del capitán gaditano, lo llevaron a estar de facto al frente de la armada que logró la victoria. Pérez Embid, cita al titular como «un sujeto muy señalado entre los gaditanos, llamado Pedro, y por apodo macho cabrio», evitando así el uso del apellido Cabrón. Ese mismo año multiplica sus actividades. Así, en octubre participa en una expedición fracasada contra Azamor, situada en el norte de África y pieza clave para el comercio de especias. Expedición que había sido organizada por el regidor gaditano Juan Sánchez de Cádiz, posiblemente en esos momentos al servicio del rey Alfonso V de Portugal.

Pero lo más importante del año será su regreso a Canarias: como otros gaditanos, vuelve a interesarse por la conquista de las Canarias y junto a Alonso de Quintanilla y Pedro de Vera. Junto a ellos firma capitulación con los Reyes Católicos, comprometiéndose a financiar la campaña con 600.000 maravedíes, de los que 300.000 serían aportados por Pedro Cabrón y los otros al 50 % por Alonso y Vera. En el documento se dice que los Reyes habrían concertado con Alonso de Quintanilla «é con Pedro Fernández Cabrón, Capitán de la Mar»:
D. Fernando é Doña Isabel &c. Por cuanto por nuestro mandado los Dotores de Talavera é de Villalon é de Lillo, todos del nuestro Consejo, concertaron é asentaron con vos Alonso de Quintanilla, nuestro Contador mayor de Cuentas é del nuestro Consejo, é Pedro Fernandez Cabron, Capitan de la Mar, cierta capitulacion sobre la forma é orden que se ha de tener en la armada que agora se face por los dichos Alfonso de Quintanilla é Pedro Fernandez Cabron para la Gran Canaria, é tenor de la cual dicha capitulacion es esta que se sigue = con cierto que con la gracia de Dios , é con la abtoridad é manda miento del Rey é Reina nuestros Señores, se contiene para proseguir con la buena ventura la conquista de la Gran Canaria, es en la manera que se sigue: Con toda la suma consignada al viage que agora se manda facer segun el memorial que estaba fecho se cumpla; salvo los cien mil maravedis que se señalaba para" dar á un mercader que llevase de ropas é otras cosas menudas contenidas en un memorial, así que quedan las comías de dos cientos mil maravedis de trigo é cebada, las doscientas é cincuenta mil maravedis de los fretes de las naos de Pedro Fernandez é de los otros Navios á que era obligado, é los treinta é seis mil maravedis que se han de dar al Capitan Pedro de Vera, é los cuarenta é ocho mil maravedis que monta el sueldo de los de caballo, que son veinte caballos que han de llevar, é los ciento é veinte mil maravedis del sueldo de los cien Ballesteros de Monte, é los veinte mil maravedis que se consignaron por alguna emienda, que se consignaron de los gastos é costas que se han fecho é gastado Juan Rejon, el cual ha de ir allá para el bien del negocio; así que contadas todas las sumas susodichas é algunas otras que se recrecerán al tiempo de la partida, como qual que fueren, ponen novecientos mil maravedis, Alfonso de Quintanilla los trescientos mil maravedis, é Pedro Fernandez Cabron, Capitan de la mar, con quien primero estaba capitulado, los seiscientos mil maravedis, para capitular con Pedro de Vera, Capitan de esta empresa, si le placerá tomar parte del gasto de estos seiscientos mil maravedis, lo cual ansimismo ha de quedar de parte del Rey nuestro Señor é de los de su Consejo que en ello entiendan, que resciban aquesta parte de trescientos mil maravedís, que su capitanía quede firme é cumplidamente autorizada, é llenas las sumas del sueldo, segun dicho es, é con las ventajas siguientes que el Rey nuestro Señor manda facer á los que este caudal al presente ponen para la ejecucion de este santo viage. Que segun primeramente estaba asentado é prometido non tenga que ver en derechos algunos de esta empresa por espacio de diez años, que se cumplen en fin del año de noventa, el Almirante ni lugarteniente, así de quintos como de pesquerías de la dicha isla de la Gran Canaria, é de las presas que de ella se fagan, placiendo á Dios, durante los dichos diez años; é que todos los dichos quintos, pertenecientes al Rey é Reina nuestros Señores por razon de la dicha conquista é guerra por espacio de los dichos diez años, así de esclavos como de cueros é sebo é de armazon, pues que los susodichos lo ponen de la dicha isla de la Gran Canaria, sean de ellos é para ellos en emienda é satisfaccion del gasto que para ello ponen, é el trabajo é aventura é arrisco de sus personas é faciendas, é de los navios é gentes que llevan para la dicha conquista de la dicha Isla; é asimismo les pertenezca el quinto delasde las presas que desde allí se hicieren en las otras Islas de infieles, tanto que en esto no se entienda cosa alguna que concerniere á lo de la Mina del Oro, porque de aquesto non se ha de llevar cosa de lo susodicho, ni ellos hayan de entender en ello por manera alguna; é si de este viage non se pacificase la Isla, é por conquista conviniese pro veerse para adelante de gentes é navios fasta que la Isla se gane durante los dichos diez años, sean tenidos los susodichos Alfonso de Quintanilla é Pedro Fernandez Cabron é Pedro de Vera, si aceptare el partido de suso dicho, ó quien en su logar lo hobiere de aceptar, el poner los navios é gentes que para ello fueren menester, fletados é aderezados de marineros é gentes de guerra, la que menester fuere, á su costa, tanto que los mantenimientos que despues de este viage fueren necesarios, se hayan de complir de la Indulgencia ó por los dichos Señores Rey é Reina nuestros Señores; ansimismo se les promete que non se les consintirá por los dichos Señores Rey é Reina nuestros Señores á Diego de Ferrera, nin á ningun Capitan suyo, entender en conquista de las otras Islas de infieles non conquistadas, ni en la presa de la Gran Canaria, nin en facer paz ó tregua é sobreseimiento ó acuerdo de alianza é de confederacion con la Isla de Tenerife ó de la Palma que estan por con quistar; lo cual todo susodicho, é cada cosa dello, se asentó por mandado de los dichos Señores Rey é Reina nuestros Señores, por los dichos Señores Dolores de Talavera é Villalon é de Lillo, del Consejo de sus Altezas, en la ciudad de Toledo, veinte y cuatro dias del mes de Febrero, año del Nascimiento de nuestro Señor Jesucristo de mil é cuatrocientos é ochenta años, para que todo sea guardado é complido, segun é por la forma é manera que desuso se contiene é declara.
En este documento, los datos aportados varían ya que la suma concertada por Pedro Cabrón se duplicaría hasta los 600.000 mrv, frente a los 300.000 que habría aportado según el profesor José Sánchez, Da también datos referentes a los gastos de la empresa, tanto en tropas (20 caballeros y 100 ballesteros) como flete de barcos o pagos a mercaderes. En todo caso, el documento viene a reflejar la importancia del titular y confirma el cargo de Capitán de la Mar que tendría Pedro Cabrón ya en estas fechas.
En abril de 1486 se encuentra al frente de una expedición comercial enviada por el marqués de Cádiz a Salé, en la costa marroquí. Las cuentas del Marqués de Cádiz aportan datos sobre lo transportado: carne de vaca y carnero, aceite, quesos, sebo, vino, cáñamo para hacer ballestas y pólvora por valor de 6.975 maravedíes, de los que más de la mitad correspondían a productos prohibidos al comercio con Berbería. Un mes después, y por orden del mismo marqués de Cádiz, lo encontramos camino de Madeira en una campaña militar contra los intereses económicos portugueses. Según las mismas cuenta del Marqués, continuará realizando presas de barcos musulmanes en la zona del Estrecho de Gibraltar y la costa atlántica de África.
En 1487 participa en el cerco castellano a la ciudad de Málaga, tras ser contratado por Garcelans de Requesens, conde de Trevento, junto a otros gaditanos como el pirata Antón Bernalte.

### La expulsión de los judíos
La pista de Pedro Cabrón se pierde hasta 1492, fecha en la que se produce uno de los acontecimientos más relevantes de su vida. Será tras la orden de expulsión de los judíos cuando Pedro organice una flota de 25 navíos con destino a Orán para trasladar a parte de los judíos de la Baja Andalucía. Según Juan de Ferreras, se trataba del traslado de más de 8.000 personas. Contaba, además, con un acuerdo con el corsario genovés Fregozzo, para facilitar la llegada hasta Orán, los judío solicitaron el traslado a Arcila, donde quedaría un grupo a la espera de la llegada, un año después, de los procedentes de Portugal. El resto y debido a la adversidad del tiempo, fueron trasladados hasta Cartagena y Málaga. Parece ser que la razón que llevó al rabí Leví ha–Cohen a no completar la llegada a Orán hay que buscarla en la inseguridad que le supuso conocer el acuerdo de paso (10.000 maravedies) entre Pedro Cabrón y el genovés a la entrada del Malzaquivir, cuando ya se procedía al pago para continuar al puerto. El grupo desembarcado en Arcila sufrió el maltrato por parte de los soldados encargados de su custodia.

### Hipótesis sobre su muerte
En 1494 fue llamado al ejército real, junto a otros hidalgos de la zona, para comenzar la campaña del Rosellón. El 16 de noviembre de 1495 envió 1152 fanegas de cebada a Colliure, centro de abastecimiento del ejército castellano que se encaminaba al Rosellón, por lo que en esa fecha continuaba con vida. Sin embargo, en 1496 ya debe haber fallecido, pues el cabildo de la ciudad firma regimiento a favor de Juancho de Urrutia por la vacante dejada por Pedro Cabrón.